# 蜚廉
蜚廉（?—?），又名飛廉，嬴姓，中潏之子，商紂王的大將，是伯益子大廉之後，亦是戰國七雄中秦、趙兩諸侯的始祖。有二子，一名恶来、一名季勝。

## 簡介
飞廉生子二人，长子恶来，幼子季胜。飞廉善奔跑，恶来力气大。父子三人皆事奉殷朝。
一說武王克殷後，將飛廉趕到海邊，加以殺戮。
飛廉死後，葬於霍太山（今山東省廣饒縣東）。《清华简 系年 第三章》：“成王（踐）伐商奄，殺飛廉，西遷商奄之民于邾𫊟（朱圉），以御奴𠭯之戎，是秦之先，世作周（僕）。”
飛廉有子二人，而命其一子曰惡來，事紂，為周天子所殺，其後為秦。惡來弟曰季勝，其後代為三晉中的趙氏。

## 其他
因汉武帝慕仙延寿，在长安作蜚廉观、桂观。